# 奧霍斯德阿瓜 (科馬亞瓜省)
奧霍斯德阿瓜（西班牙語：Ojos de Agua），是洪都拉斯的城鎮，位於該國中西部，由科馬亞瓜省負責管轄，面積166.70平方公里，海拔高度1,167米，2001年人口8,417，人口密度每平方公里50.49人。
14°43′N 87°52′W / 14.717°N 87.867°W